# 6-os busz (Szombathely)
A szombathelyi 6-os jelzésű autóbusz a Minerva lakópark és Újperint, Erkel utca 54. megállóhelyek között közlekedik. A vonalat a Blaguss Agora üzemelteti. A buszokra csak az első ajtón lehet felszállni.

## Története
2022. január 1-től a vonal üzemeltetését a Blaguss Agora vette át. Ettől a naptól kezdve a járatok a METRO Áruházat az ellenkező irányban kerülik meg.

## Közlekedése
Munkanapokon, a reggeli és a délutáni csúcsidőben 30 percenként jár, míg csúcsidőn kívül és hétvégén 60 percenként.

## Útvonala
| Újperint, Erkel utca 54. felé | Minerva lakópark felé |
| --- | --- |
| Minerva lakópark - Demeter utca - Diána utca - Viktória utca - Repülők útja - Söptei út - Semmelweis Ignác utca - Vasút utca - Vasútállomás - Szelestey László utca - Vörösmarty Mihály utca - Szent Márton utca - Thököly Imre utca - II. Rákóczi Ferenc utca - Szent Flórián körút - Károly Róbert utca - Szent Gellért utca - Körmendi út - Külső Pozsonyi út - Erkel Ferenc utca - Újperint, Erkel utca 54. | Újperint, Erkel utca 54. - Erkel Ferenc utca - Külső Pozsonyi út - Körmendi út - Szent Gellért utca - Károly Róbert utca - Szent Flórián körút - II. Rákóczi Ferenc utca - Thököly Imre utca - Szent Márton utca - Vörösmarty Mihály utca - Széll Kálmán utca - Vasútállomás - Vasút utca - Semmelweis Ignác utca - Söptei út - Repülők útja - Szervizút - 11-es Huszár út - Minerva utca - Demeter utca - Minerva lakópark |

## Megállói
| 0  | 0  | Minerva lakópark                                                        | 27 | 5, 24, 30Y                                                                                  | METRO Áruház, LIDL, ALDI |
| ∫  | ∫  | METRO                                                                   | 26 | 5, 24, 30Y                                                                                  | METRO Áruház, LIDL, ALDI |
| 1  | 1  | Viktória bútorház                                                       | ∫  |                                                                                             | Viktória Bútorház, Szombathely Center |
| 2  | 2  | Szombathely Center (Korábban: Stromfeld lakótelep)                      | 25 |                                                                                             | Kámon Szombathely Center, Stromfeld lakótelep |
| 3  | 3  | Rendőrség (Korábban: Határőrség)                                        | 23 |                                                                                             | Huszárőr laktanya, 112-es központ |
| 4  | 4  | Söptei út 72.                                                           | 22 |                                                                                             | Teleki Blanka utcai ipartelep |
| 5  | 5  | Lovas utca                                                              | 21 |                                                                                             | |
| 6  | 6  | Söptei út (Kenyérgyár)                                                  | 20 |                                                                                             | FERROSÜT sütőüzem, Donászy Magda Óvoda |
| 7  | 7  | Semmelweis Ignác utca                                                   | 19 | 2A, 2C, 5, 20A, 20C, 29A, 29C, 30Y                                                          | MÁV-rendelő |
| 10 | 10 | Vasútállomás                                                            | 18 | 1U, 2A, 2C, 3H, 5, 6H, 7, 9, 10H, 12, 20A, 20C, 21, 21A, 22, 23, 25, 27, 27A, 29A, 29C, 30Y | Szombathely Helyi autóbusz-állomás, Éhen Gyula tér                                                                                                   |
| 12 | 12 | 56-osok tere (Vörösmarty utca) (↓) 56-osok tere (Széll Kálmán utca) (↑) | 14 | 1U, 2A, 2C, 3H, 5, 6H, 7, 9, 10H, 12, 20A, 20C, 21, 21A, 22, 23, 25, 27, 27A, 29A, 29C, 30Y | 56-osok tere, Vámhivatal, Földhivatal, Államkincstár, Gyermekotthon                                                                                  |
| 14 | 13 | Aluljáró (Szent Márton utca)                                            | ∫  | 5H, 7, 10H, 12, 20C, 21, 27, 27A, 30Y                                                       | Borostyánkő Áruház, Vásárcsarnok, Vízügyi Igazgatóság                                                                                                |
| ∫  | ∫  | Aluljáró (Thököly utca)                                                 | 12 | 7, 9, 10H, 12, 20A, 21, 27, 27A, 30Y                                                        | Történelmi Témapark, Ferences templom |
| 16 | 15 | Városháza                                                               | 11 | 5H, 7, 9, 10H, 12, 20A, 20C, 21, 27, 27A, 30Y                                               | Városháza, Fő tér, Isis irodaház, Okmányiroda |
| 17 | 16 | Batthyány tér                                                           | 10 | 12, 20A, 20C, 21                                                                            | Képtár, Iseum, Zsinagóga, Bartók terem, Zrínyi Ilona Általános Iskola, Horváth Boldizsár Szakközépiskola, Kanizsai Dorottya Gimnázium, Batthyány tér |
| 17 | 17 | Rákóczi utcai iskola                                                    | 9  | 12, 20A, 20C, 21                                                                            | Zrínyi Ilona Általános Iskola Rákóczi utcai épülete, ÉGÁZ                                                                                            |
| 19 | 19 | Szent Flórián körút 33.                                                 | 8  | 2A, 2C, 6H, 8H, 12, 20A, 20C, 21, 29A, 29C                                                  | Gazdag Erzsi Óvoda |
| 20 | 20 | Waldorf iskola (Korábban: Fiatal Házasok Otthona)                       | 7  | 2A, 2C, 4H, 6H, 8H, 12, 20A, 20C, 21, 23, 29A, 29C                                          | Apáczai Waldorf Általános Iskola, Fiatal Házasok Otthona, SAVARIA PLAZA                                                                              |
| ∫  | ∫  | Károly Róbert utca 36. (Korábban: Károly Róbert utca 38.)               | 6  | 12, 21                                                                                      | |
| 22 | 21 | Szent Gellért utca 64.                                                  | 5  | 2A, 2C, 4H, 6H, 8H, 12, 20A, 20C, 21, 23, 29A, 29C                                          | |
| 24 | 23 | VOLÁNBUSZ Zrt. (Korábban: ÉNYKK Zrt.)                                   | 4  | 4H, 6H, 23                                                                                  | VOLÁNBUSZ Zrt., INTERSPAR |
| 25 | 24 | Újperint, bejárati út                                                   | 2  | 6H                                                                                          | |
| 26 | 24 | Külső Pozsonyi út 66.                                                   | 1  | 6H                                                                                          | |
| 27 | 25 | Temesvár utca                                                           | 0  | 6H                                                                                          | Újperinti temető, Újperinti templom |
| 28 | 26 | Újperint, Erkel utca 54.                                                | 0  | 6H                                                                                          | |

1. ↑  Munkanapokon, az Újperintről 7:03-kor és 7:33 induló járatok megállnak a Károly Róbert utca 36. megállóhelynél is.

## Külső hivatkozások
- Újdonságok a menetrendben 2022.08.01-től (magyar nyelven). Blaguss Agora Hungary Kft.. [2022. augusztus 20-i dátummal az eredetiből archiválva]. (Hozzáférés: 2022. augusztus 2.)